# Mehlreife
Als Mehlreife bezeichnet man die letzte Reifephase eines Getreidekorns. Sie endet in der Keimruhe des ausgereiften Korns. 
Während der Mehlreife ändert sich nichts mehr an Größe oder Farbe des Korns, das Korn ist auch bereits fest, allerdings wird der restliche von der Teigreife her rührende Zucker zu Stärke abgebaut und die Stärke ändert (je nach Art der Pflanze) mitunter noch einmal ihre Beschaffenheit.